# Octillón
Un octillón, en la escala numérica larga usada tradicionalmente en español, equivale a 1048, esto es un millón de septillones:
| {\displaystyle un\ octill{\acute {o}}n=10^{48}} {\displaystyle un\ octill{\acute {o}}n=(1\,000\,000)^{8}} {\displaystyle un\ octill{\acute {o}}n=1\;000\;000\;000\;000\;000\;000\;000\;000\;000\;000\;000\;000\;000\;000\;000\;000} |

Esta palabra no es de uso corriente y no aparece en el Diccionario de la lengua española (DLE) ni en el Diccionario de uso del español de María Moliner.